# 馬來西亞車輛號牌

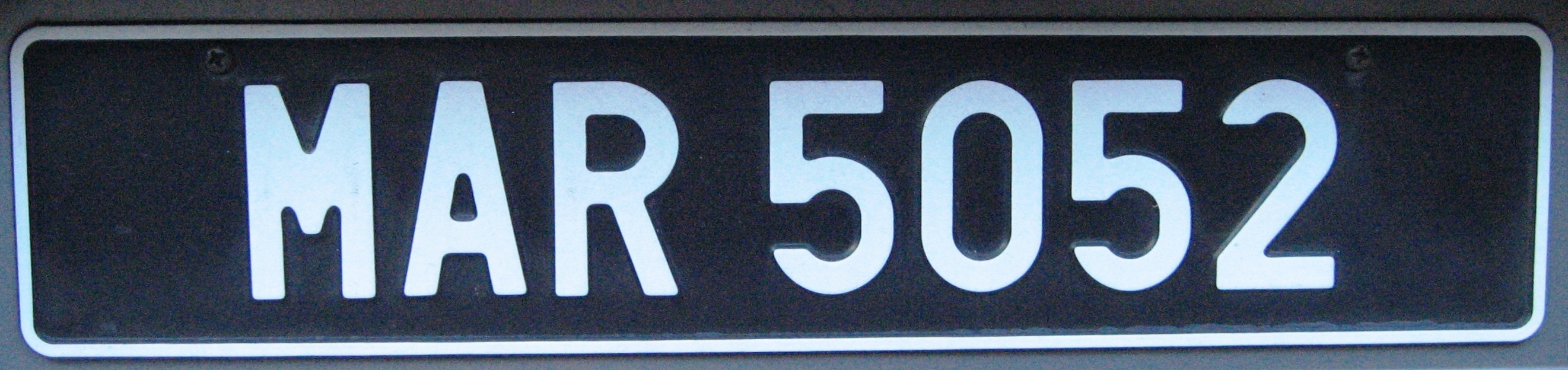
馬來西亞車牌MAR5052

馬來西亞車輛註冊號牌，又稱馬來西亞車輛號牌，口頭語中被稱為「車牌」，是指馬來西亞公路註冊車輛的登記車輛號牌。依據《1959年機動車輛（註冊及許可）規則》、《1987年陸路交通法令》、《1987年商業車輛註冊局法令》 和其他相關法令制定，所有在馬來西亞公路行駛的機動交通工具都必須懸掛合格的車輛註冊號牌或身份名牌，包括汽車、摩托車、貨車、羅厘、巴士、貨櫃車和其他車輛。一般號牌的發放是由馬來西亞交通部下轄的陸路交通局負責，部分專用號牌已經預留給政府及公共車輛；同時，交通部也配合其他單位合作發行特殊號牌或紀念號牌，外交代表、商用車輛、計程車、軍用車輛和免稅車輛車牌有其他相關部門的規定。
自2014年起，陸路交通局在納閩和浮羅交怡以外的地區實施「跨州車輛注冊系統」，車主可以跨地區註冊車牌，不需要再到相關的地區辦理註冊手續。每一組註冊牌號只會分配給一部車輛使用，車主除了根據發行順序獲得登記牌號，也可以通過投標和買賣的方式獲得未登記的現行牌號，或者經由轉讓和繼承的方式獲得已登記的牌號。

## 規格
馬來西亞汽車號牌的編排設計源自英國殖民地時期，牌號分為羅馬字母和數字兩組，第一組是1－3個羅馬字母，首位或首兩位字母是註冊地區的代碼，第二、三字母是發行系列編碼；第二組是1－4位數字的發行序號，沙巴、砂拉越、聯邦直轄區和浮羅交怡註冊車輛在第二組的發行序號後還有加上一個發行系列編碼。 為了避免與數字「1」、「0」和「2」產生混淆，一般車牌不會使用「I」、「O」和「Z」三個羅馬字母，「Z」字母只限於國防部下轄的車輛使用；數字不會使用「0」開頭，「0」開頭的車牌只限於臨時車牌使用。
字體方面，一般車牌使用的是無襯線的「Arial Bold」字型，限量紀念車牌使用的字型則另有不同的規定。 羅馬字母和數字的尺寸為70mm高及40mm寬，第一組羅馬字母和第二組數字必須有30mm的距離，字母與字母、數字與數字之間則必須有10mm的距離。 摩托車號牌的羅馬字母和數字尺寸為40mm高及30mm寬，字母與字母、數字與數字之間必須有7mm的距離，與邊緣則要有10mm的距離。

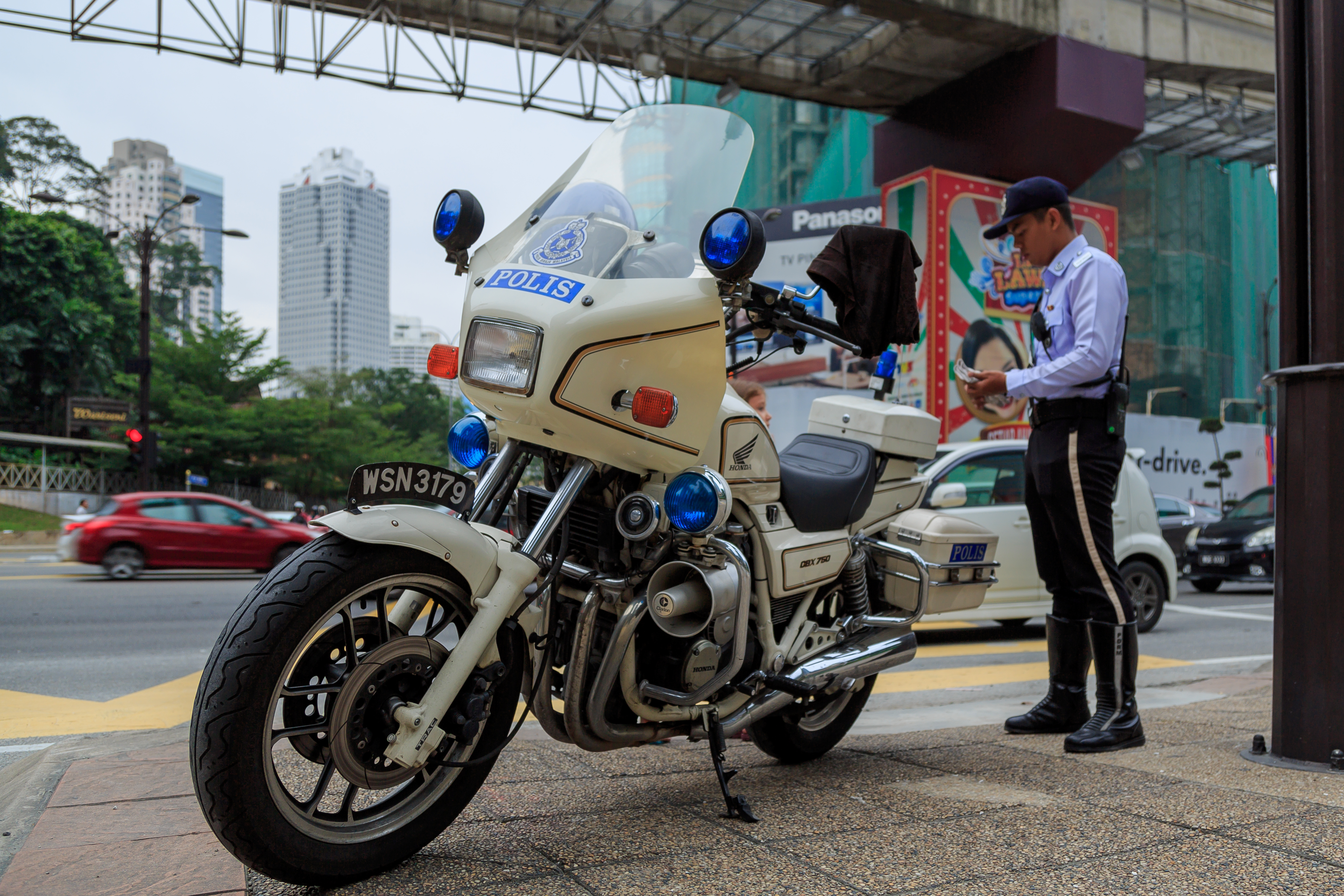
摩托車同樣需要在車身前方展示合格的車牌

所有車輛都要在車輛前後的顯眼位置各別懸掛一面號牌，號牌必須使用不反光材料製成，並且顯示相同的登記牌號。使用的字體必須端正易於識讀，同時禁止貼上任何徽章、文字、廣告、貼紙或符號。 在夜間行駛時，後方的號牌必須有燈光照明，以便尾隨車輛能夠清楚辨別；未懸掛車牌、懸掛模糊不清、假冒或虛假的車牌，是抵觸法律的行徑。
根據法律規定，陸路交通局將在公路行駛的註冊車輛分為三種類型，這種分類涉及到車輛路稅（road tax）。即：
1. 私家車，包括汽車、摩托車、多功能休旅车、四驅車和其他類似的車輛；
2. 商用車，包括貨車、囉哩、貨櫃車、巴士、建築及工程車輛和其他類似的車輛；
3. 公共服務車輛，包括警車、救傷車、消防車、政府車輛和其他類似的車輛。

以上車輛使用的是黑底白字的車牌顏色設計。

### 製作車牌
馬來西亞車輛號牌並不是由統一的單位製造，可用作製作車牌的材料包括金屬、壓克力、塑料或其他適合的物料。符合標準規格的金屬製或壓克力車牌是由陸路交通局和電腦驗車中心指定的數家公司製造，一般常見的壓克力車牌則是由車牌業者客製訂造。

### 電子芯片車牌
2013年，馬來西亞交通部曾有計劃推出內建電子芯片的車輛號牌，以助於提升汽車保安、防盜、防偽和執法的效率，因爲尚有各種疑慮仍未解決，所以暫時不會推行。

### 統一規格管理機制
2016年，鑑於有些車主喜歡改裝難以辨識、細小或花俏（fancy）的車牌，政府有意推行統一規格的管理機制，所有新掛牌的車輛將會安裝新款的車牌，然後再分階段拓展到現有的車輛。新規格的車牌將由陸路交通局安排指定的代理，指定的代理商必須安裝「MySikap系統」，確保產品規格符合當局的規定，以杜絕任意人士隨意更換車牌。 馬來西亞車牌製造商公會認同車牌管理制度是長期存在的課題，但反對政府形同壟斷的作業方式，希望政府能讓業者參與和協商，共同解決車牌管理的問題。

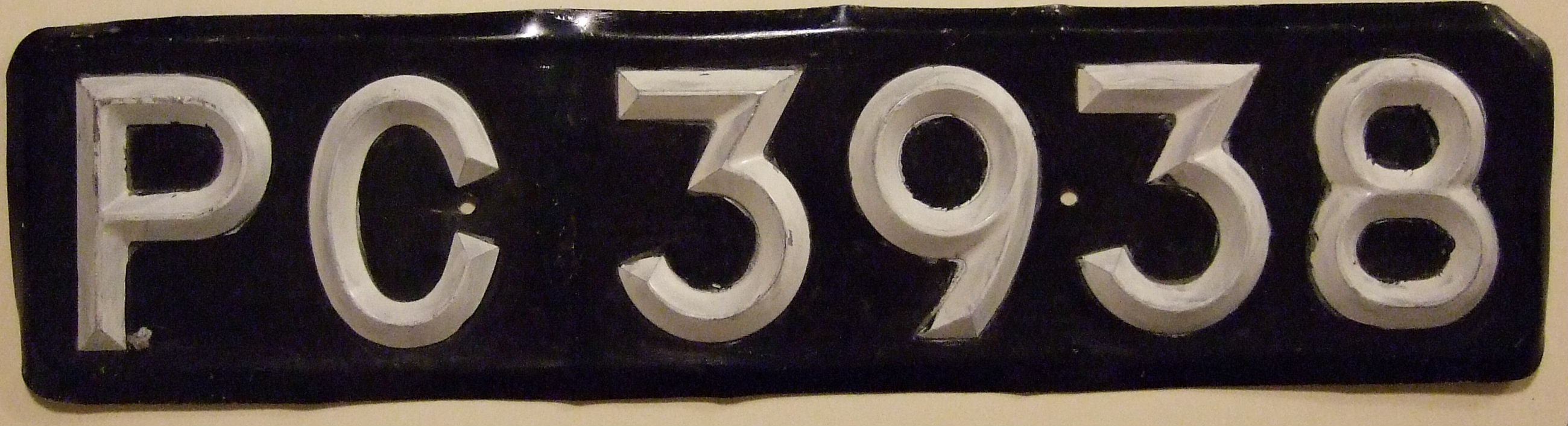
約1980年代以鐵板製作的車牌
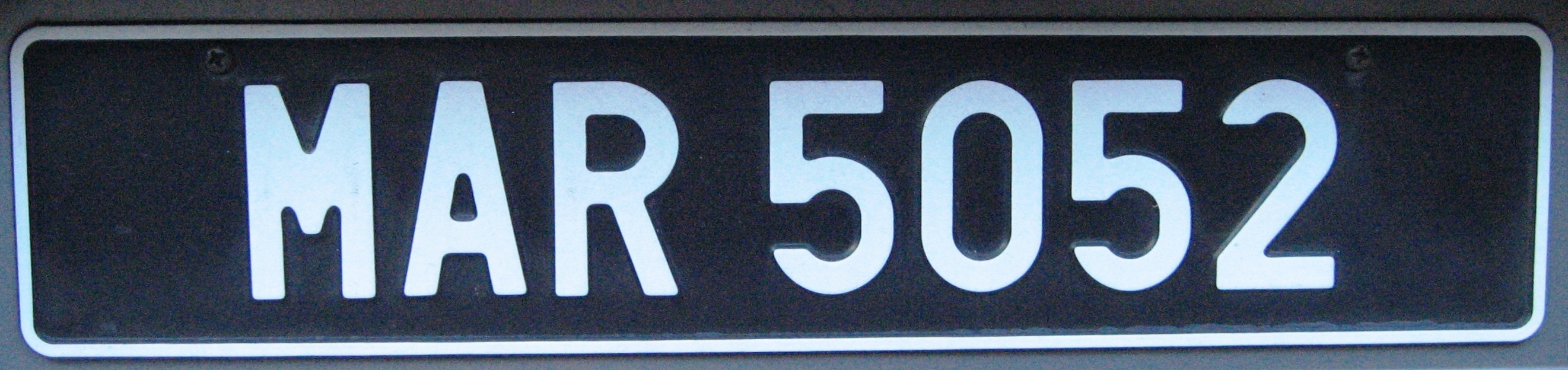
約1990年代至今以鐵板製作的車牌
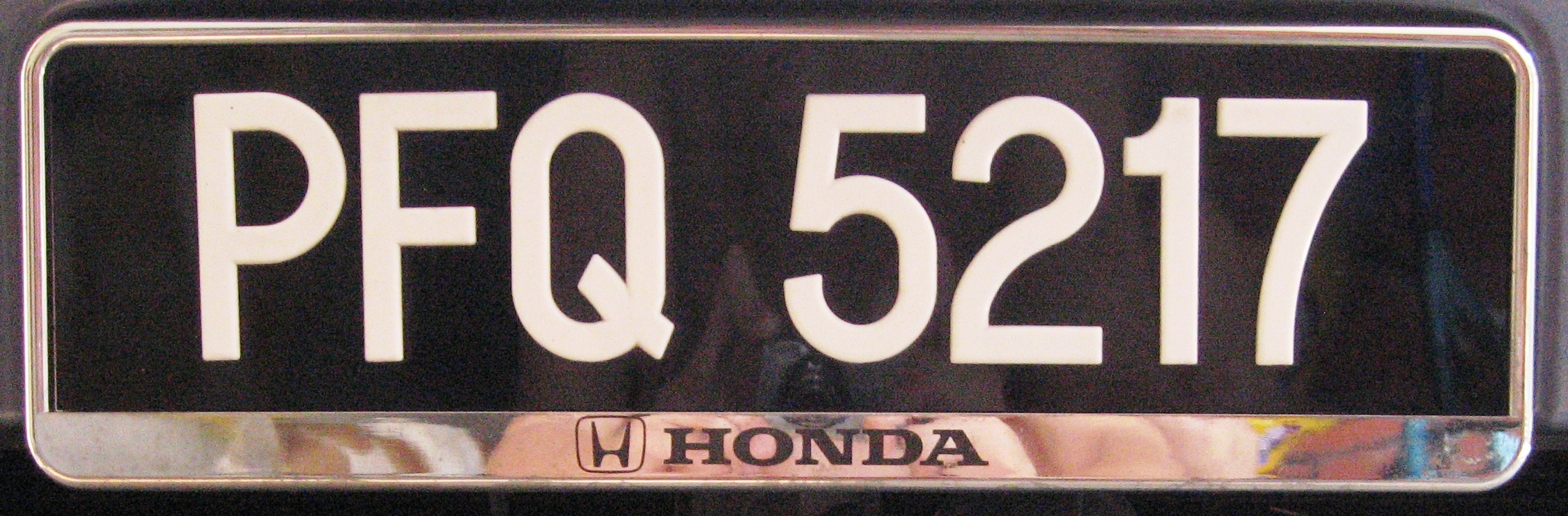
現今常見以壓克力製作的車牌

## 地區識別

### 馬來亞半島

#### 1948年以前
馬來西亞半島自1906年開始出現源自英國車牌的牌號編排設計，黑底白字的車牌以單位或雙位字母表示車輛的註冊地區，然後是1－4位數字的發行序號。 註冊地區代碼包括：
- 馬來聯邦（Federated Malay States）
  - 「NS」，森美蘭（Negri Sembilan）
  - 「P」，彭亨（Pahang）
  - 「PK」，霹靂（Perak）
  - 「SL」，雪蘭莪（Selangor）
- 馬來屬邦（Unfederated Malay States）
  - 「JB」，柔佛新山（Johore Bahru）
  - 「K」，吉打（Kedah）
  - 「KN」，吉蘭丹（Kelantan）
  - 「R」，玻璃市（Perlis）
  - 「T」，登嘉樓（Trengganu）
- 海峽殖民地（Straits Settlements）
  - 「L」，納閩（Labuan）
  - 「M」，馬六甲（Malacca）
  - 「P」，檳榔嶼（Penang）
  - 「S」，新加坡（Singapore）
  - 「W」，威省（Province Wellesley）

#### 1948年－現在
現行的牌號編排設計自1948年開始採用，最初以單位字母表示車輛的註冊地區，然後是1－4位數字的發行序號，在此之前註冊的車輛都要重新登記。 從1950年開始，雪蘭莪首先在註冊地區代碼後使用第二位字母爲系列編碼，第三位字母出現在雪蘭莪（1971年）、霹靂（1977年）、柔佛（1978年）、檳城（1979年）、聯邦直轄區（1980年）、彭亨（1986年）、森美蘭（1987年）、吉打（1991年）、馬六甲（1993年）、吉蘭丹（1995年）、登嘉樓（2000年）、聯邦直轄區(V系列)（2017年）和玻璃市（2018年）。 現行註冊地區代碼包括：
- 「A」，霹靂
- 「B」，雪蘭莪（1948年開始）和吉隆坡（1948年－1974年，參見「聯邦直轄區」）
- 「C」，彭亨
- 「D」，吉蘭丹
- 「E」，沙巴（1963年－1979年，參見「沙巴」）
- 「F」，布城（2016年6月開始，參見「聯邦直轄區」）
- 「H」，德士（Local taxi，參見「計程車」）
- 「J」，柔佛
- 「K」，吉打（包括「KV」，參見「浮羅交怡」）
- 「L」，納閩（1984年開始，參見「納閩」）
- 「M」，馬六甲
- 「N」，森美蘭
- 「P」，檳城
- 「Q」，砂拉越（1991年開始，參見「砂拉越」）
- 「R」，玻璃市
- 「S」，新加坡（1963年－1965年）和沙巴（1980年開始，參見「沙巴」）
- 「T」，登嘉樓
- 「V」，吉隆坡（2016年9月開始，參見「聯邦直轄區」）
- 「W」，威省（1948年－1957年）、吉隆坡（1974年－2016年9月）和布城（2001年－2016年6月，參見「聯邦直轄區」）
- 「Z」，國防衛隊（1957年開始，參見「軍用車輛」）

#### 聯邦直轄區
1974年，吉隆坡脫離雪蘭莪成立聯邦直轄區，使用「W」字母的註冊車牌，「W」字母在1957年前是被威省使用。 2001年，交通部配合布城行政中心的落成，發行「Putrajaya 1」至「Putrajaya 9999」的紀念車牌，是首次以地名作為車輛註冊號牌，限制只有布城的住戶和工作人士可以購買這組車牌；當「Putrajaya」車牌售罄後，擁有者可以私下進行交易和轉讓，新的車牌持有者不再限於特定人士。 至2013年11月為止，聯邦直轄區的「W」車牌已到達「WYY 9999」的滿額上限，開始使用新的牌號編排設計，在發行序號後加上系列編碼。 即：
- 「W 1 A」至「W 9999 Y」（于2014年4月售罄）；然後
- 「WA 1 A」至「WY 9999 Y」為止

自2016年6、7月開始，布城和吉隆坡聯邦直轄區採用新系列「F」和「V」字母開頭的註冊車牌，「W」字母開頭的註冊車牌則停止發行。 「W」系列的最後一組序號是「WD 1 F」至「WD 9999 F」，於2016年8月發行。

#### 浮羅交怡
浮羅交怡是馬來西亞的一個免稅港，使用「KV」開頭的註冊車牌，系列編碼置於發行序號的後面。 符合免稅條例的車輛可以在浮羅交怡註冊成爲免稅車輛，免稅車輛離開免稅區需要依據《1988年關稅局稅務法令》向關稅局申請繳稅，每年最多可離開免稅區三次，每次離開不得超過30天。

### 沙巴

#### 1963年以前
沙巴舊稱爲「北婆羅洲」，最初的牌號編排設計是參考自英國車輛註冊號牌，以單位字母表示車輛的註冊地區，然後是1－4位數字的發行序號。 現存的這類車牌依然可以使用，只不過需要在發行序號後加上代表「沙巴」的「S」字母。 1963年前，沙巴車牌的註冊地區代碼包括：
- 「B」，內陸省（保佛）
- 「D」，斗湖省（拿篤）
- 「J」，西海岸省（爵士頓，現今亞庇）
- 「K」，古達省（古達）
- 「L」，納閩
- 「S」，山打根省（山打根）
- 「T」，斗湖省（斗湖）
- 「U」，內陸省（根地咬）

#### 1963年－現在
1963年，馬來亞聯合邦、沙巴、砂拉越和新加坡共建馬來西亞，沙巴車輛註冊號牌在原有的地區代碼前加上代表「東馬」的「E」字母。 約1963年至1967年開始，沙巴車牌的註冊地區代碼包括：
- 「EB」，保佛
- 「ED」，拿篤
- 「EJ」，爵士頓
- 「EK」，古達
- 「EL」，納閩
- 「ES」，山打根
- 「ET」，斗湖
- 「EU」，根地咬

現行的牌號編排設計是以「S」字母爲首，第二位字母表示車輛的註冊地區，然後是1－4位數字的發行序號。 首系列的註冊地區代碼包括：
- 「SA」，亞庇
- 「SB」，保佛
- 「SD」，拿篤
- 「SG, SMJ」，沙巴州政府專用
- 「SJ」，亞庇（2023年開始）
- 「SK」，古達
- 「SL」，納閩（1984年以前）
- 「SM」，山打根（2018年開始）
- 「SS」，山打根
- 「ST」，斗湖
- 「SU」，根地咬
- 「SW」，斗湖（2018年開始）
- 「SY」，亞庇（2018年—2023年）

當第一輪發行數量滿額時，就在發行序號後加上系列編碼；第二輪發行數量滿額時，就在地區代碼後加上系列編碼。 例如：
- 「SA 1」至「SA 9999」；然後
- 「SA 1 A」至「SA 9999 Y」；然後
- 「SAA 1 A」至「SAA 9999 Y」；然後
- 「SAB 1 A」至「SAB 9999 Y」……以此類推

2018年開始，沙巴發行新一輪的替代編碼。
- 「SM」、「SMA」、「SMB」……以此類推，接替山打根的「SSA....A」系列
- 「SW」、「SWA」、「SWB」……以此類推，接替斗湖的「STA....A」系列
- 「SY」、「SYA」、「SYB」……以此類推，接替亞庇的「SAC....F」系列
- 「SJ」、「SJA」、「SJB」……以此類推，接替亞庇的「SYY」系列

#### 納閩
1906年，納閩屬於海峽殖民地的部分，分配到的車牌註冊地區代碼是「L」字母； 1946年，納閩併入北婆羅洲，在較後的時期曾使用過「EL」和「SL」的地區代碼； 1984年，納閩被劃為聯邦直轄區，及後成為自由港和國際離岸金融中心，車牌註冊地區代碼是「L」字母。 符合免稅條例的車輛可以在納閩註冊成為免稅車輛，免稅車輛離開免稅區需要依據《1988年關稅局稅務法令》向關稅局申請繳稅，每年最多可離開免稅區三次，每次離開不得超過30天。

### 砂拉越

#### 1991年以前
砂拉越車輛註冊號牌最初的編排設計是以省份的縮寫開頭，然後是1－4位數字的發行序號。 即：
- 「1D」，第一省（現今古晉省、三馬拉漢和西连省）
- 「2D」，第二省（現今詩里阿曼省、沐胶省和木中省）
- 「3D」，第三省（現今詩巫省、民都魯省、加帛省和泗里街省）
- 「4D」，第四省（現今美里省）
- 「5D」，第五省（現今林夢省）

及後，砂拉越車輛註冊號牌使用「K」、「B」、「S」、「M」和「L」取代「1D」、「2D」、「3D」、「4D」和「5D」的牌號編排設計。 當砂拉越劃分出第六省和第七省時，被分配到「6D」和「7D」的地區代碼。 由於「B」、「K」、「L」、「M」和「S」的牌號編排設計容易與其他地區的註冊車牌產生混淆，所以從1991年開始，使用舊有牌號編排設計的砂拉越註冊車輛，需要在車牌發行序號後加上代表「砂拉越」的「Q」字母。 約從1980年代至1991年爲止，砂拉越車牌的註冊地區代碼是：
- 「B」，邦江省（現称詩里阿曼省）
- 「K」，古晉省
- 「L」，林夢省
- 「M」，美里省
- 「S」，詩巫省
- 「6D」，第六省（現称泗里街省）
- 「7D」，第七省（現称加帛省）

#### 1991年－現在
從1991年開始的現行牌號編排設計是以「Q」字母為首，第二位字母表示車輛的註冊地區，然後是1－4位數字的發行序號。 2004年，古晉使用的「QK」字母滿額後，開始使用新的「QA」字母為古晉的地區代碼。 現行註冊地區代碼包括：
- 「QA」，古晉省（2004年開始）
- 「QB」，詩里阿曼省（1991年開始）和木中省（2002年開始）
- 「QC」，三馬拉漢省
- 「QD」，民都魯省（2023年開始）
- 「QK」，古晉省（首系列）
- 「QL」，林夢省（1991年開始）和老越省
- 「QM」，美里省
- 「QP」，加帛省
- 「QR」，泗里街省
- 「QS」，詩巫省（1991年開始）和沐膠省（2001年開始）
- 「QT」，民都魯省
- 「QSG」，砂拉越州政府專用

當第一輪發行數量滿額時，就在地區代碼後加上系列編碼；第二輪發行數量滿額時，就在發行序號後加上系列編碼。 例如：
- 「QAA 1」至「QAY 9999」；然後
- 「QAA 1 A」至「QAA 9999 Y」；然後
- 「QAB 1 A」至「QAB 9999 Y」……以此類推

## 計程車
馬來西亞自1906年開始出現源自英國車牌的牌號編排設計，白底黑字的德士車牌以「H」字母表示「出租車」，然後是1－4位數字的發行序號；本地德士是在地區代碼後，再加上「H」字母，然後是1－4位數字的發行序號。 從1948年開始，所有德士使用和一般車輛相同的牌號編排設計，以首位字母表示德士的註冊地區，同時在兩側車門也會註明德士行駛的地區。
現行計程車使用的車輛牌號有三種編排設計，普通德士由2000年開始使用以「H」（Hire）為首位字母的牌號編排設計，第二位字母代表車輛的註冊地區，即：「HA」、「HB」、「HC」、「HD」、「HJ」、「HK」、「HL」、「HM」、「HN」、「HP」、「HQ」、「HR」、「HS」、「HT」和「HW」； 長途德士使用和一般車輛相同的牌號編排設計，首位字母是代表車輛的註冊地區，即：「A」、「B」、「C」、「D」、「J」、「K」、「L」、「M」、「N」、「P」、「Q」、「R」、「S」、「T」和「W」。
由1998年起，往返巴生谷－吉隆坡國際機場的豪華德士使用「LIMO」（Limousine）為首的牌號編排設計，發行序號後的「W」或「B」代表車輛的註冊地區。 所有計程車需要向商業車輛註冊局登記註冊，始可營業運作，所使用的白底黑字車牌是以鐵材製作，由陸路交通局和電腦驗車中心指定的兩家公司製造。

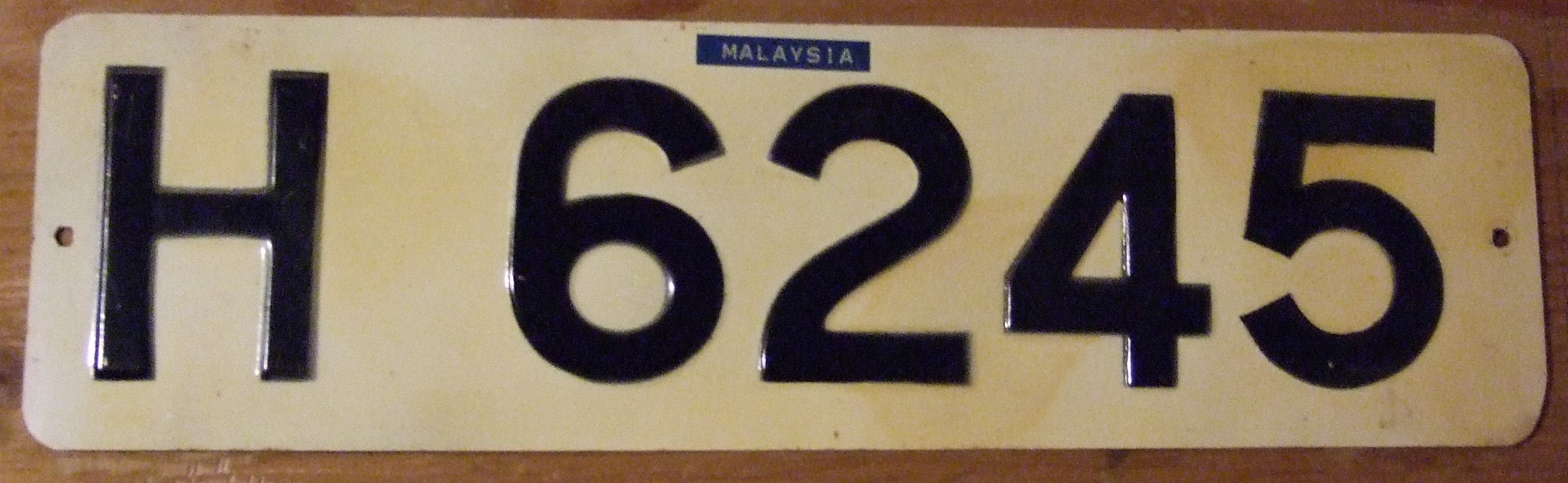
英國殖民地時代的德士車牌
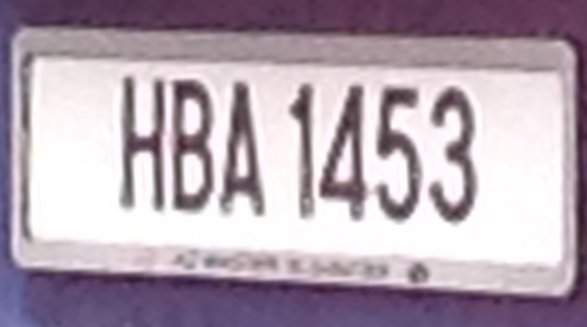
本地德士車牌

## 商用車、貨櫃車和巴士
商用車、貨櫃車和巴士使用與一般汽車相同的黑底白字車牌，可在公路上自行移駛的拖拉機、挖掘機、壓路機等特殊車輛同樣使用黑底白字的車牌。 牌號分為羅馬字母和數字兩組，第一組是1－3個羅馬字母，第二組是1－4位數字的發行序號，分別在車輛前後各懸掛一面車牌。貨車、囉哩、巴士等商用車輛需要向商業車輛註冊局登記註冊，始可營業運作。
貨運車輛有「A組」（Pembawa A）和「C組」（Pembawa C）兩個組別，A組貨車是營業運輸用途的車輛，C組貨車是自家運輸用途的車輛，兩者須要在車身顯眼處貼上黑底白字的「A」或「C」圓標符號。
貨櫃車（Truck）也俗稱為「拖格囉哩」，是指在拖車（Tractor）後銜接拖架（Trailer）運送貨櫃的重型車輛，在拖架尾端的顯眼處須要貼上「T」符號。在拖格的後方懸掛有兩面車牌，一面是拖車的註冊號牌，一面是拖格的註冊號牌。 拖格使用的號牌以「T/」開頭，斜線後的首個羅馬字母代表的是拖格的註冊地區，即：「T/A」、「T/B」、「T/C」、「T/D」、「T/J」、「T/K」、「T/L」、「T/M」、「T/N」、「T/P」、「T/Q」、「T/R」、「T/S」、「T/T」和「T/W」。
1980年代，沙巴的商用車使用的是黑底紅字的車牌，建築及工程車輛使用的是紅底白字的車牌，學車和出租車使用的是藍底白字的車牌。 1990年代以前，砂拉越計程車和巴士車牌使用的是綠底白字的車牌設計，自1992年1月1日起改為現行的車牌顏色設計。 在1993年，沙巴的巴士車牌改為白底黑字的顏色設計，商用車牌則改為現行的黑底白字車牌。

## 外交代表
大使館、領事館、聯合國和其他國際組織註冊車輛享有免稅的待遇，車牌顏色設計有紅底白字和黑底白字兩種，紅底白字的是以官方名義註冊的車輛，黑底白字的是以私人名義註冊的車輛。
車輛牌號的編排設計有兩組數字和一組羅馬字母，第一組數字是使團所屬國家或組織的代碼，第二組數字是外交官員的外交等級，羅馬字母代表的是組織的性質，數字與字母之間以連結號聯接。

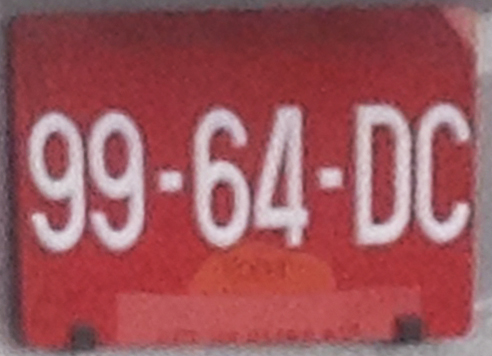

### 大使館
大使館註冊車輛以「DC」（Diplomatic Corps）結尾， 車牌的的第二組數字代表的是：
- 「01」，外交大使官方座車
- 「02」－「03」，外交大使私人座車
- 「04」，公使
- 「05」，公使銜參贊
- 「06」－「09」，參贊
- 「10」－「19」，一等祕書
- 「20」－「29」，二等祕書
- 「30」－「39」，三等祕書
- 「40」－「59」，武官和其他隨員、助理、職員等
- 「60」－「99」，保留
- 「101」以上，私人名義註冊的車輛

### 領事館
領事館註冊車輛以「CC」（Consular Corps）結尾， 車牌的的第二組數字代表的是：

| 領事 - 「01」，吉隆坡 - 「02」，檳城 - 「03」，哥打峇魯 - 「04」，亞庇 - 「05」，古晉 - 「06」－「09」，其他 | 公使 - 「10」－「19」，吉隆坡 - 「20」－「29」，檳城 - 「30」－「39」，哥打峇魯 - 「40」－「49」，亞庇 - 「50」－「59」，古晉 - 「60」－「99」，其他 | 以私人名義註冊的車輛 - 「101」－「199」，吉隆坡 - 「201」－「299」，檳城 - 「301」－「399」，哥打峇魯 - 「401」－「499」，亞庇 - 「501」－「599」，古晉 - 「601」－「999」，其他 |

### 聯合國組織
聯合國組織註冊車輛以「UN」（United Nations）結尾， 車牌的第二組數字代表的是：
- 「01」，聯合國代表官方座車
- 「02」－「05」，聯合國代表私人座車
- 「06」－「99」，以其他聯合國官員名義註冊的車輛
- 「101」以上，以聯合國代表名義註冊的車輛

### 其他國際組織
其他國際組織註冊車輛以「PA」（Pertubuhan Antarabangsa）結尾。

### 外交國家代碼一覽
| - 10 斯里蘭卡 - 11 泰國 - 12 瑞士 - 13 無 - 14 利比亞 - 15 - 16 美国 - 17 巴基斯坦 - 18 德国 - 19 - 20 義大利 - 21 叙利亚 - 22 加拿大 - 23 荷蘭 - 24 俄羅斯 - 25 比利时 - 26 菲律賓 - 27 羅馬尼亞 - 28 - 29 印度尼西亞 | - 30 波蘭 - 31 - 32 埃及 - 33 瑞典 - 34 柬埔寨 - 35 新西兰 - 36 - 37 奥地利 - 38 英国 - 39 新加坡 - 40 印度 - 41 緬甸 - 42 越南 - 43 丹麦 - 44 伊拉克 - 45 塞舌尔 - 46 日本 - 47 法國 - 48 沙烏地阿拉伯 - 49 中国 | - 50 捷克 - 51 土耳其 - 52 斯洛伐克 - 53 芬兰 - 54 科威特 - 55 巴西 - 56 东帝汶 - 57 伊朗 - 58 - 59 阿曼 - 60 挪威 - 61 巴勒斯坦 - 62 阿根廷 - 63 乌克兰 - 64 西班牙 - 65 斐济 - 66 摩洛哥 - 67 模里西斯 - 68 智利 - 69 苏丹 | - 70 奈及利亞 - 71 墨西哥 - 72 - 73 委內瑞拉 - 74 辛巴威 - 75 匈牙利 - 76 秘魯 - 77 阿尔及利亚 - 78 阿尔巴尼亚 - 79 南非 - 80 - 81 - 82 乌拉圭 - 83 爱尔兰 - 84 哥伦比亚 - 85 阿联酋 - 86 - 87 阿富汗 - 88 纳米比亚 - 89 | - 90 盧森堡 - 91 - 92 几内亚 - 93 - 94 - 95 - 96 约旦 - 97 古巴 - 98 塞内加尔 - 99 葉門 - 100 欧盟 - 101 尼泊尔 - 102 - 103 黎巴嫩 - 104 - 105 馬爾地夫 - 111 - 115 - 117 |

## 軍用車輛
國防部下轄的軍用車輛使用「Z」開頭的註冊車牌，軍用拖格使用的註冊號牌是以「T/Z」開頭，「Z」字母只使用在軍用車輛，一般車牌不使用這個字母。 高官將領的座車會懸掛一面代表軍階的銘牌，例如：國家元首檢閱三軍儀仗隊時，使用的檢閱專車會另外再懸掛一面淺藍、紅和藍相間三色底的「五顆金星」銘牌。
- 「Z」，馬來西亞國防衛隊
- 「ZA」－「ZD」，馬來西亞陸軍
- 「ZL」，馬來西亞皇家海軍
- 「ZU」，馬來西亞皇家空軍
- 「ZZ」，馬來西亞國防部
- 「T/Z」，軍用拖格
- 「ZJ」、「JZ」和「JMF」，柔佛蘇丹御用

### 英國防軍
馬來亞獨立以前，軍用車輛是沿用英軍於1940－50年代在馬來亞半島使用的「## ZA ##」牌號編排設計。排序編號方式如下：
- 「00 ZA 01」－「00 ZA 99」；然後
- 「01 ZA 00」－「01 ZA 99」，直到「99 ZA 99」為止；然後
- 「00 ZB 01」－「00 ZB 99」……以此類推（沒有存在「00 Z+ 00」〔4個零號〕的編號）

馬來亞聯合邦於1957年獨立後，才改革沿用如今「Z ####」的排列序號。但在緊急狀態結束以前，仍有部份隸屬英軍的車輛在馬來亞半島服役，大多數是「## B+ ##」的編號。

### 澳大利亞國防軍
馬、澳政府有長期的軍事聯防協定，駐在北海空軍基地的澳大利亞國防軍，渡洋而來的軍方眷屬車輛仍沿用澳大利亞的車牌編號，但替換為馬來西亞的黑底白字設計，「D####+」是屬於「澳大利亞國防組織」（Australian Defence Organisation）的編碼。

## 車輛經銷商
| B 3958 A |

車輛經銷商車牌是供未註冊、註冊文件不齊全、缺少路稅、缺少保險的車輛懸掛的臨時車牌，大多數時候是車廠或車輛經銷商運送、維修或測試車輛使用。 馬來西亞半島車輛經銷商車牌採用藍底白字的顏色設計，開頭的羅馬字母代表註冊地區，然後是三或四位數字的發行序號，結尾的羅馬字母「A」代表汽車或囉哩使用的臨時車牌，「S」代表摩托車使用的臨時車牌。
| 670 J |

沙巴車輛經銷商車牌採用白底紅字的顏色設計，開頭的三位數字是發行序號，結尾的羅馬字母代表註冊地區；沙巴車輛經銷商車牌依然常用「J」（而不是「A」）代表亞庇註冊的臨時車牌。
| KA 6328 Q |

砂拉越車輛經銷商車牌採用紅底白字的顏色設計，開頭的羅馬字母代表註冊地區，接下來是代表汽車的「A」或摩托車的「S」字母，然後是三或四位數字的發行序號，結尾的羅馬字母「Q」代表砂拉越。
| W/TP 5127 |

自2013年開始，聯邦直轄區車輛註冊號牌採用新的牌號編排設計，與聯邦直轄區車輛經銷商車牌的牌號編排設計產生衝突，所以聯邦直轄區車輛經銷商車牌也在較後改用新的牌號編排設計，「W/TP」開頭代表汽車使用的臨時車牌，「W/TS」開頭代表摩托車使用的臨時車牌。

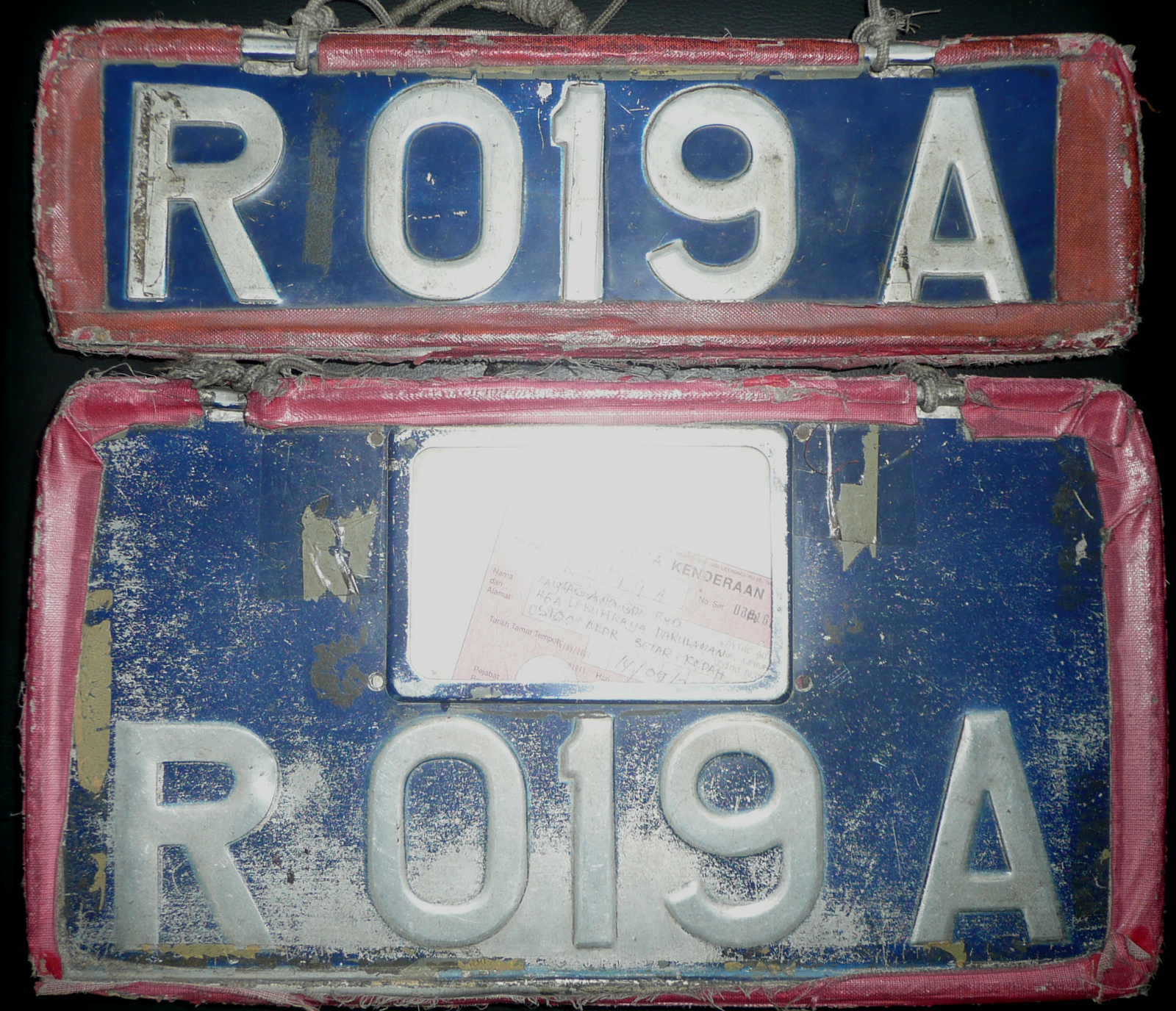
普通或大型機動車輛使用的臨時車牌，登記資料放置在夾層中間
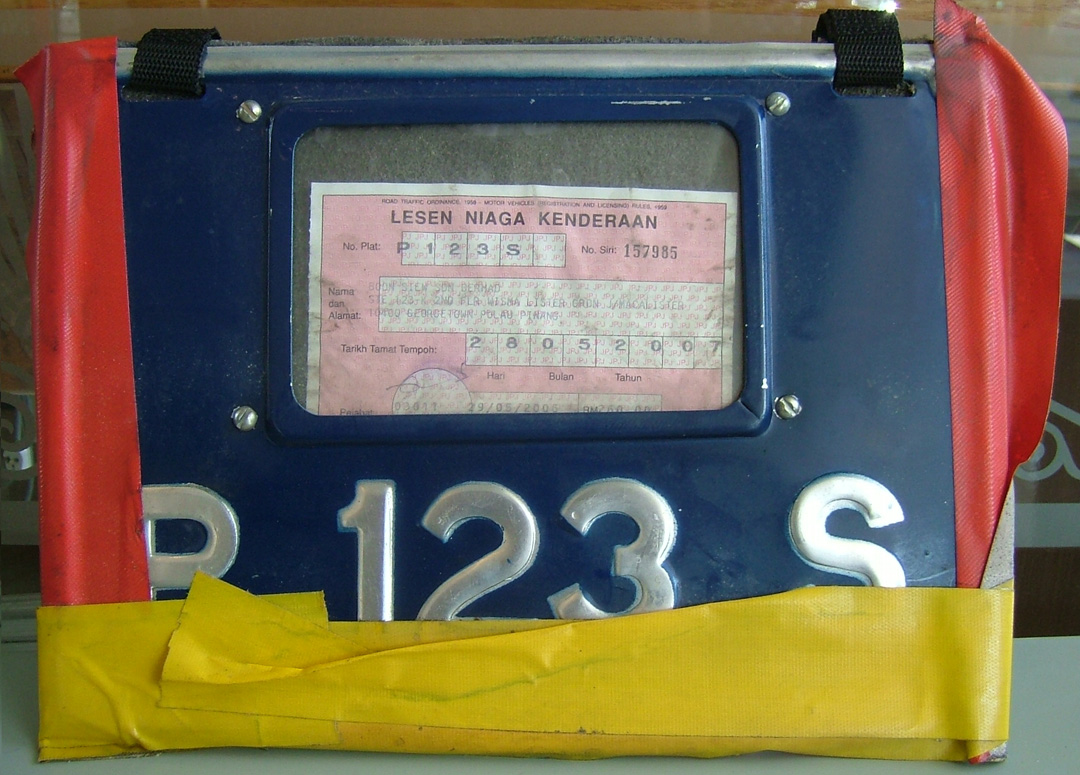
摩托車使用的臨時車牌，登記資料放置在夾層中間

## 特殊和紀念車牌

### 王室車輛
國家元首、各州蘇丹、元首、元首后、王儲及配偶的官方座車使用黃底金徽章、黑底金徽章、黑底黃字或其他顏色設計的專屬車牌，車牌可能只有官方的徽章、頭銜或縮寫；私人座車使用的是黑底白字或其他顏色設計的車牌，或者是在黑底白字的車牌附近懸掛黑底黃字的身份銘牌，王室成員的座駕使用的是黑底白字的車牌。
陸路交通局將發行牌號中的部份特殊編號預留給國家元首和蘇丹，每位馬來統治者可以不用通過競標，免費獲得7個偏好的車牌號碼。 馬來君主、州元首、王儲和王室重要成員的座車，可能在車牌貼上個人專屬徽章或銘牌。
1990年代以前，1－10號車牌是預備給王室和重要人物，直到交通部修改法令，一般車主也可以持有1－10號車牌。

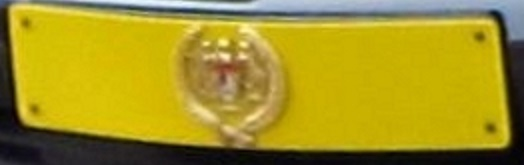
馬來西亞國家元首座車號牌
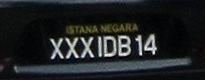
2006年伊斯蘭開發銀行會議國家元首座車號牌

### 政府車輛
政府車輛免除路稅，使用的是黑底白字的車牌顏色設計，部長級以上高官座車在車牌附近會懸掛官徽、黑底金字或黑底白字的身份銘牌；國家元首、各州蘇丹、元首及王儲乘坐的座車使用的是黑底黃字的顏色設計，或者是在黑底白字的車牌附近懸掛黑底黃字的身份銘牌。
部份特殊號牌會保留給國家元首和蘇丹，每位馬來統治者可免費獲得7個特殊號牌；此外首相、副首相和內閣部長也可以選擇特別號牌，首相和副首相可獲得2個特殊號牌。陸路交通局給予首相、副首相和內閣部長的特殊車牌號碼，歸類為「聯邦政府行政官員」，內閣部長在任期內可以有一次選擇任何車牌號碼的特權，副部長則沒有特權。
- 「JDT 1」－「JDT 13」，柔佛州務大臣和行政議員官方座車[45]
- 「JMF」系列，柔佛御林軍[6]
- 「JOHOR」，柔佛蘇丹訪外座車
- 「JZ」系列，柔佛蘇丹御用護航車（Di-Raja Johor Polis）
- 「M 1」，馬六甲首席部長官方座車[39]
- 「PG 1」，檳城內閣部長官方座車[39]
- 「PM 1」，馬來西亞首相官方座車[39]
- 「QSG」系列，砂拉越政府車輛[27]
- 「QSG 1」－「QSG 18」，砂拉越內閣部長、部長和副部長官方座車[27]
- 「SG」系列，沙巴政府車輛[25]
- 「SG 1」，沙巴內閣部長官方座車[25]
- 「WA 1」，吉隆坡市長官方座車[39]
- 「Z 1」，馬來西亞國防衛隊最高統帥官方座車[39]
- 「ZJ」系列，柔佛蘇丹在吉隆坡御用護航車

### 紀念號牌
馬來西亞陸路交通局也配合其他單位合作發行特殊的限量紀念車牌，車牌使用的字型另有不同的規定。 據悉，非政府組織只要支付100萬令吉給交通部，就可獲得專屬車牌的使用和出售權。
陸路交通局准許非政府組織進行車牌買賣交易，曾受到反對黨質疑未經公開召標，欠缺透明化且涉嫌濫權舞弊。 2018年馬來西亞大選過後，新任交通部長陸兆福宣佈停止由非政府組織售賣車牌的政策。

### 個性化車牌
2012年，全國陸路交通局總監拿督索拉末·哈山宣佈將推出「個性化車牌」（Personalised vehicle registration numbers, NPP），讓民眾可以自行設計車牌號碼； 2018年，交通部長陸兆福表示此事仍在研究階段。

### 电动车车牌
2024年9月9日，馬來西亞交通部長陸兆福宣佈於當日開始發放的電動車專屬样式車牌。相关车牌设计与原有的地区方案相反为白底黑字并且增加了电动车牌专属标志。同时为纪念推出电动车专属样式车牌马来西亚陆路交通局宣布限量发行“EV”字母开头的特别车牌。

## 投標車牌
馬來西亞交通部實施的投標車牌制度將車牌號碼分為「Nombor-nombor Bernilai Utama」、「Nombor-nombor Menarik」、「Nombor-nombor Popular」和「Nombor-nombor Semasa」四種組別，一些特定的數字被預先抽起供車主競標，車主可以從預將發行的系列牌號中投標心儀的號碼。 開放投標車牌為交通部連續幾年帶來超過1億令吉的收入，每當發行有特殊意義的系列車牌時，常會引起公衆競標的熱潮。 1990年代以前，1－10號車牌是預備給皇室和重要人物，直到交通部修改法令，一般車主也可以持有1－10號車牌。
成功獲標者的名單和競標數額會向大眾公開，以示公平和透明化。
- Nombor-nombor Bernilai Utama（高價車牌，RM20,000起）

1, 2, 3, 4, 5, 6, 7, 8, 9, 10
- Nombor-nombor Menarik（特選車牌，RM3,000起）

11, 12, 13, 14, 15, 16, 17, 18, 19, 22, 28, 33, 38, 55, 66, 77, 88, 99, 111, 222, 333, 555, 666, 777, 888, 999, 1111, 2222, 3333, 5555, 6666, 7777, 8888, 9999
- Nombor-nombor Popular（熱門車牌，RM800起）

20, 21, 23, 24, 25, 26, 27, 29, 30, 31, 32, 34, 35, 36, 37, 39, 40, 41, 42, 43, 44, 45, 46, 47, 48, 49, 50, 51, 52, 53, 54, 56, 57, 58, 59, 60, 61, 62, 63, 64, 65, 67, 68, 69, 70, 71, 72, 73, 74, 75, 76, 78, 79, 80, 81, 82, 83, 84, 85, 86, 87, 89, 90, 91, 92, 93, 94, 95, 96, 97, 98, 100, 200, 300, 400, 500, 600, 700, 800, 900, 1000, 1001, 1122, 1221, 1133, 1331, 1155, 1551, 1166, 1177, 1771, 1188, 1881, 1199, 1919, 1991, 2000, 2002, 2020, 2211, 2112, 2233, 2332, 2255, 2525, 2552, 2266, 2662, 2277, 2727, 2772, 2288, 2828, 2882, 2299, 2929, 2992, 3000, 3003, 3030, 3300, 3131, 3113, 3322, 3232, 3223, 3355, 3535, 3553, 3366, 3636, 3377, 3773, 3388, 3838, 3399, 3939, 3993, 4000, 5000, 5005, 5511, 5115, 5522, 5533, 5353, 5335, 5566, 5665, 5577, 5775, 5588, 5885, 5599, 5995, 6000, 6006, 6611, 6116, 6622, 6633, 6336, 6655, 6556, 6677, 6776, 6688, 6868, 6886, 6699, 6969, 6996, 7000, 7007, 7070, 7711, 7171, 7117, 7722, 7227, 7733, 7373, 7755, 7557, 7766, 7667, 7788, 7878, 7887, 7799, 7997, 8000, 8008, 8811, 8181, 8118, 8822, 8228, 8833, 8383, 8338, 8855, 8558, 8866, 8668, 8877, 8778, 8899, 8989, 8998, 9000, 9009, 9911, 9119, 9922, 9229, 9933, 9339, 9955, 9559, 9966, 9696, 9669, 9977, 9779, 9988, 9898, 9889
- Nombor-nombor Semasa（普通車牌，RM300起）

以上三種組別外的號碼

## 國際通行

### 國際車輛註冊代碼
依據1949年的日內瓦道路交通會議和1968年的維也納道路交通會議，國際車輛註冊代碼是本國車輛在進入其他國家時，須在車輛號牌外另外懸掛的註冊國家代碼，以便於分辨車輛所屬的註冊國家，表示方法是在車牌附近懸掛白底黑字的橢圓形字牌。 自1932年起使用過的國際車輛註冊代碼包括：
- 「FM」，馬來聯邦（Federated Malay States，1932年）[28][55]、馬來亞聯合邦（Federation of Malaya，1948年至1957年）[28]
- 馬來屬邦（Unfederated Malay States）
  - 「JO」，柔佛（Johore，1932年）[28][55]
  - 「KD」，吉打（Kedah，1932年）[28][55]
  - 「KL」，吉蘭丹（Kelantan，1932年）[28][55]
  - 「PS」，玻璃市（Perlis，1932年）[28][55]
  - 「TU」，登嘉樓（Trengganu，1932年）[28][55]
- 「SS」，海峽殖民地（Straits Settlements，1932年）[28][55]
- 「SNB」，北婆羅洲（State of North Borneo，1938年）[25]
- 「CNB」，北婆羅洲殖民地（Colony of North Borneo，1955年至1963年）[25]
- 「SK」，砂拉越（Sarawak，1963年以前）[27]
- 「PTM」，馬來亞聯合邦（Persekutuan Tanah Melayu，1957年至1967年）[28]
- 「MAL」，馬來西亞（Malaysia，1967年至今）[28][54]

### 馬來西亞－泰國
泰國車輛註冊號牌使用的是泰文字和阿拉伯數字的編排設計，所以馬來西亞註冊車輛進入泰國境內時，需要在原有車牌附近懸掛一面將羅馬字母轉寫爲泰文字的車牌；反之，泰國註冊車輛在進入馬來西亞境內時，同樣需要在原有車牌附近懸掛一面將泰文字轉寫爲羅馬字母的車牌。
有些長期往返馬來西亞－泰國邊境的載物車輛，也會申請取得兩國的車輛登記號牌，方便在兩國境內的公路合法行駛。
| - A – ก - B – ข - C – ค - D – ง - E – จ | - F – ฉ - G – ช - H – ฌ - I – ฎ - J – ฐ | - K – ณ - L – ด - M – ต - N – ถ - O – ท | - P – ธ - Q – น - R – บ - S – ป - T – ผ | - U – พ - V – ฟ - W – ภ - X – ม - Y – ย | - Z – ร |

| - ก – A - ข – B - ค – C - ง – D - จ – E - ฉ – F - ช – G | - ฌ – H - ฎ – I - ฐ – J - ณ – K - ด – L - ต – M - ถ – N | - ท – O - ธ – P - น – Q - บ – R - ป – S - ผ – T - พ – U | - ฟ – V - ภ – W - ม – X - ย – Y - ร – Z - ล – 1 - ว – 2 | - ศ – 3 - ษ – 4 - ส – 5 - ห – 6 - ฬ – 7 - อ – 8 - ฮ – 9 | - ญ – 11 - ฒ – 12 - ฆ – 13 - ซ – 14 |

| - ญก – 11A - ญข – 11B - ญค – 11C - ญง – 11D - ญจ – 11E - ญฉ – 11F | - ญช – 11G - ญฌ – 11H - ญญ – V1 - ญฎ – 11I - ญฐ – 11J - ญฒ – V4 | - ญณ – 11K - ญต – 11M - ญถ – 11N - ญท – 11O - ญธ – 11P - ญน – 11Q | - ญบ – 11R - ญผ – 11T - ญพ – 11U - ญภ – 11W - ญม – 11X - ญย – 11Y | - ญร – 11Z - ญล – 111 - ญว – 112 - ญศ – 113 - ญษ – 114 - ญส – 115 | - ญห – 116 - ญฬ – 117 - ญอ – 118 - ญฮ – 119 |

| - ฒก – 12A - ฒข – 12B - ฒค – 12C - ฒง – 12D - ฒจ – 12E - ฒฉ – 12F | - ฒช – 12G - ฒฌ – 12H - ฒญ – V5 - ฒฎ – 12I - ฒฐ – 12J - ฒฒ – V2 | - ฒณ – 12K - ฒต – 12M - ฒถ – 12N - ฒท – 12O - ฒธ – 12P - ฒน – 12Q | - ฒบ – 12R - ฒผ – 12T - ฒพ – 12U - ฒภ – 12W - ฒม – 12X - ฒย – 12Y | - ฒร – 12Z - ฒล – 121 - ฒว – 122 - ฒศ – 123 - ฒษ – 124 - ฒส – 125 | - ฒห – 126 - ฒฬ – 127 - ฒอ – 128 - ฒฮ – 129 |

| - ฆก – 13A - ฆข – 13B - ฆค – 13C - ฆฆ – V3 - ฆง – 13D - ฆจ – 13E | - ฆฉ – 13F - ฆช – 13G - ฆฌ – 13H - ฆญ – V6 - ฆฎ – 13I - ฆฐ – 13J | - ฆฒ – V7 - ฆณ – 13K - ฆด – 13L - ฆต – 13M - ฆถ – 13N - ฆท – 13O | - ฆธ – 13P - ฆน – 13Q - ฆบ – 13R - ฆผ – 13T - ฆพ – 13U - ฆภ – 13W | - ฆม – 13X - ฆย – 13Y - ฆร – 13Z - ฆล – 131 - ฆว – 132 - ฆศ – 133 | - ฆษ – 134 - ฆส – 135 - ฆห – 136 - ฆฬ – 137 - ฆอ – 138 - ฆฮ – 139 |

| - BKK 曼谷直轄市 (TH-10) - SPK 北欖府 (TH-11) - NBI 暖武里府 (TH-12) - PTE 巴吞他尼府 (TH-13) - AYA 大城府 (TH-14) - ATG 紅統府 (TH-15) - LRI 華富里府 (TH-16) - SBR 信武里府 (TH-17) - CNT 猜那府 (TH-18) - SRI 北標府 (TH-19) - CBI 春武里府 (TH-20) - RYG 羅勇府 (TH-21) - CTI 尖竹汶府 (TH-22) - TRT 達叻府 (TH-23) - CCO 北柳府 (TH-24) - PRI 巴真府 (TH-25) - NYK 那空那育府 (TH-26) - SKW 沙繳府 (TH-27) - NMA 呵叻府 (TH-30) - BRM 武里南府 (TH-31) | - SRN 素輦府 (TH-32) - SSK 四色菊府 (TH-33) - UBN 烏汶府 (TH-34) - YST 益梭通府 (TH-35) - CPM 猜也奔府 (TH-36) - ACR 安納乍能府 (TH-37) - BKN 汶干府 (TH-38) - NBP 廊磨喃蒲府 (TH-39) - KKN 孔敬府 (TH-40) - UDN 烏隆府 (TH-41) - LEI 黎府 (TH-42) - NKI 廊開府 (TH-43) - MKM 瑪哈沙拉堪府 (TH-44) - RET 黎逸府 (TH-45) - KSN 加拉信府 (TH-46) - SNK 色軍府 (TH-47) - NPM 那空帕農府 (TH-48) - MDH 莫達漢府 (TH-49) - CMI 清邁府 (TH-50) - LPN 南奔府 (TH-51) | - LPG 南邦府 (TH-52) - UTD 程逸府 (TH-53) - PRE 帕府 (TH-54) - NAN 難府 (TH-55) - PYO 帕堯府 (TH-56) - CRI 清萊府 (TH-57) - MSN 夜豐頌府 (TH-58) - NSN 北欖坡府 (TH-60) - UTI 烏泰他尼府 (TH-61) - KPT 甘烹碧府 (TH-62) - TAK 達府 (TH-63) - STI 素可泰府 (TH-64) - PLK 彭世洛府 (TH-65) - PCT 披集府 (TH-66) - PNB 碧差汶府 (TH-67) - RBR 叻丕府 (TH-70) - KRI 北碧府 (TH-71) - SPB 素攀武里府 (TH-72) - NPT 佛統府 (TH-73) - SKN 龍仔厝府 (TH-74) | - SKM 夜功府 (TH-75) - PBI 佛丕府 (TH-76) - PKN 巴蜀府 (TH-77) - NRT 洛坤府 (TH-80) - KBI 甲米府 (TH-81) - PNA 攀牙府 (TH-82) - PKT 普吉府 (TH-83) - SNI 素叻府 (TH-84) - RNG 拉農府 (TH-85) - CPN 春蓬府 (TH-86) - SKA 宋卡府 (TH-90) - STN 沙敦府 (TH-91) - TRG 董里府 (TH-92) - PLG 博達倫府 (TH-93) - PTN 北大年府 (TH-94) - YLA 也拉府 (TH-95) - NWT 陶公府 (TH-96) |

### 馬來西亞－新加坡
根據新加坡法律，運送危險性物質的拖車或半拖車稱爲「Hazardous Cargo Vehicle」，需要懸掛橘底黑字的車牌，所以裝載化學品往返馬來西亞－新加坡的馬來西亞註冊車輛會有兩面牌號相同，但顏色設計不同的車輛註冊號牌。
聯邦直轄區註冊車輛自2014年7月開始採用「WA #### A」的牌號編排設計，與新加坡機械工程車輛（第五級車輛）的牌號編排設計出現衝突，所以入境新加坡的聯邦直轄區註冊車輛會在車牌附近貼上國旗或州旗徽章的非正式藍色標籤，以供識別。自2016年7月開始，吉隆坡聯邦直轄區採用新系列「V」字母開頭的註冊車牌，「W」字母開頭的註冊車牌則停止發行。

### 外國註冊車輛
其他國家註冊車輛要在馬來西亞境內公路行駛的話，需要辦妥關稅和保險文件的手續，獲取長達90天的臨時許可證； 取得許可的車輛須要展示黑底白字的號牌，通常可以懸掛在原有車牌附近，如果原有車牌含有非羅馬字母的話，則要將其轉寫爲羅馬字母。

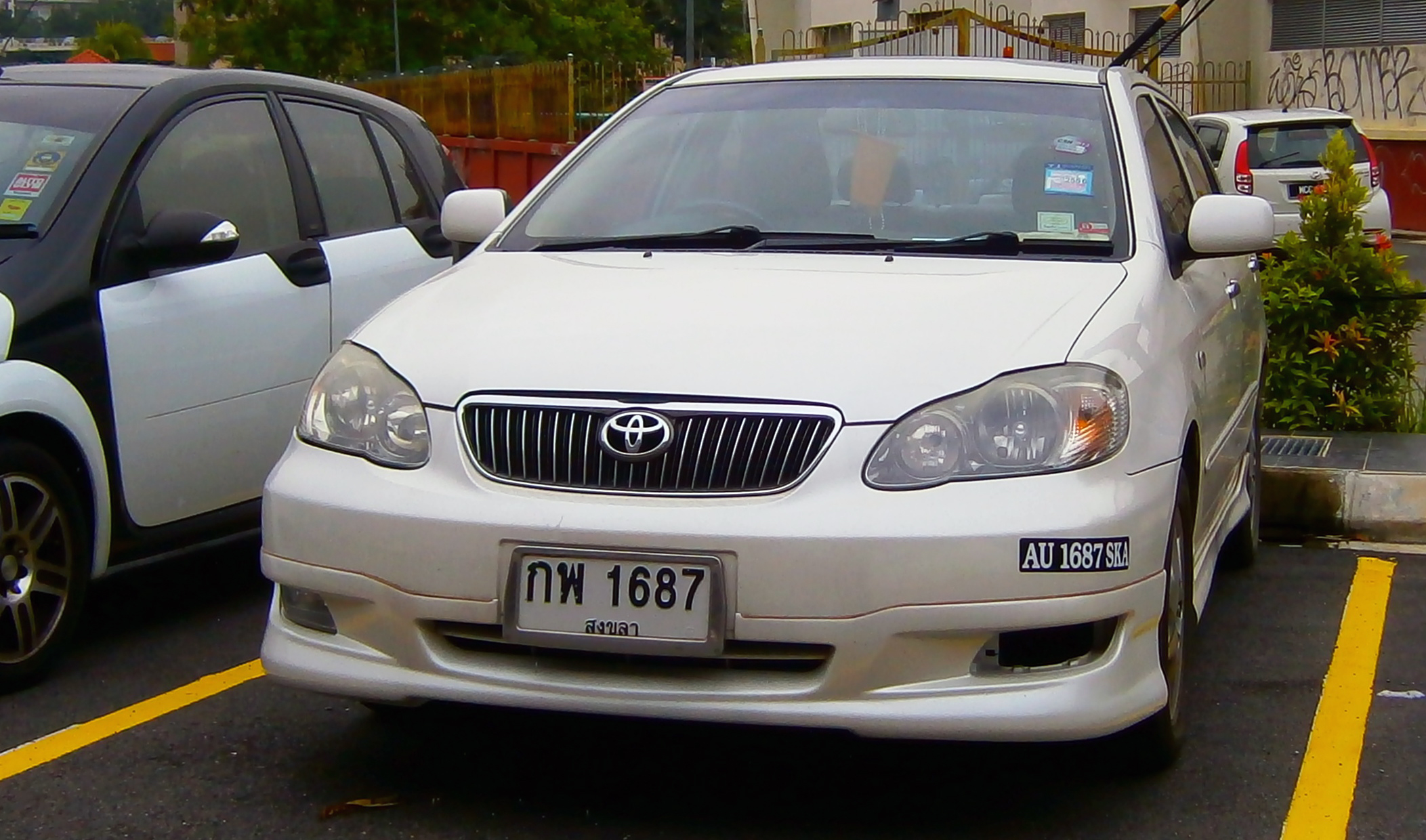
入境馬來西亞的泰國註冊車輛
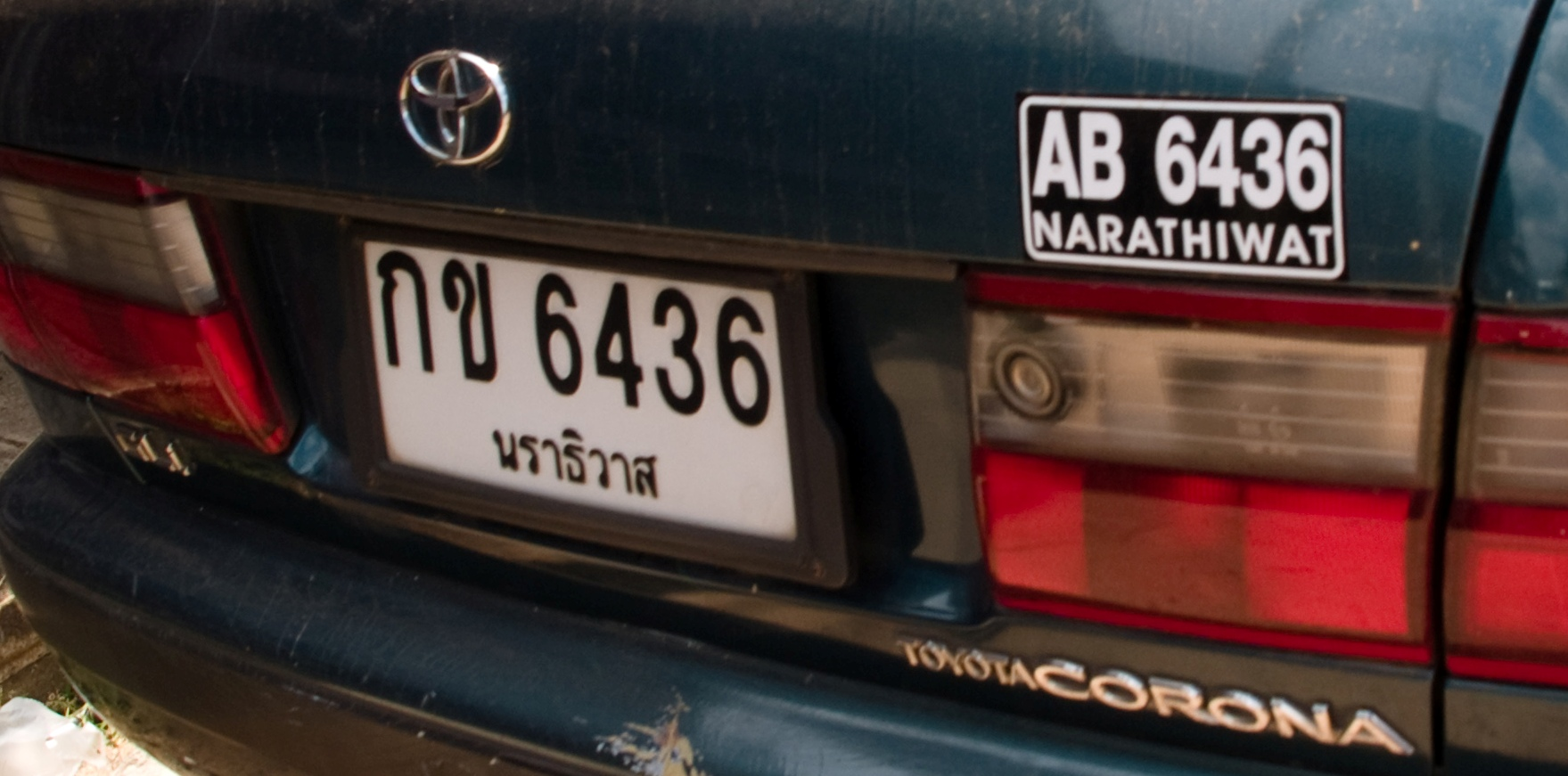
入境馬來西亞的泰國註冊車輛

## 容易混淆的車牌
馬來亞、沙巴、砂拉越、文萊和新加坡車輛號牌有近似的歷史淵源，三者同樣採用英國式的牌號編排設計，促使他們的車輛註冊號牌有極多的相似之處，新加坡使用「S」字母開頭的車牌，文萊使用「B」和「K」字母開頭的車牌，車輛過境很容易與沙巴、雪蘭莪和吉打的車牌產生混淆。
在1980至90年代以前，沙巴和砂拉越車輛註冊號牌還沒有採用羅馬字母「E」、「S」或「Q」開頭，會出現與馬來亞註冊車輛相同的車輛牌號，在兩地來往頻密後，因為有重覆的牌號，極易造成辨識和執法的不便，無法准確地辨認車主和發行地區，解決的方法是在車牌附近懸掛註冊國家代碼的橢圓形字牌，這個方法在馬來亞、沙巴和砂拉越統一使用相同的國家代碼以後失效； 現在的區別方法是在舊有的沙巴車牌序號後加上「S」字母，舊有的砂拉越車牌序號後加上「Q」字母。
在車輛過境時，容易混淆的地區代碼包括：
| 代碼   | 地區                                                                            | 解決方法 |
| ------ | ------------------------------------------------------------------------------- | --- |
| 「A」  | 霹靂和亞庇                                                                      | 亞庇車牌在發行序號後加上「S」字母，已經沒有問題。 |
| 「B」  | 雪蘭莪、保佛和邦江，以及文萊的電單車號牌                                        | 保佛車牌在發行序號後加上「S」字母、邦江車牌在發行序號後加上「Q」字母，已經沒有問題；雪蘭莪和文萊車牌仍然有混淆的問題。 |
| 「D」  | 吉蘭丹和拿篤                                                                    | 拿篤車牌在發行序號後加上「S」字母，已經沒有問題。 |
| 「J」  | 柔佛和爵士頓                                                                    | 爵士頓車牌在發行序號後加上「S」字母，已經沒有問題。 |
| 「K」  | 吉打、古達和古晉，以及文萊的汽車號牌                                            | 古達車牌在發行序號後加上「S」字母、古晉車牌在發行序號後加上「Q」字母，已經沒有問題；吉打和文萊車牌仍然有混淆的問題。 |
| 「L」  | 納閩和林夢                                                                      | 林夢車牌在發行序號後加上「Q」字母，已經沒有問題。 |
| 「M」  | 馬六甲和美里                                                                    | 美里車牌在發行序號後加上「Q」字母，已經沒有問題。 |
| 「Q+」 | 砂拉越（1991年以後），以及新加坡的商用車號牌                                    | 兩者都在發行序號後加上羅馬字母，有混淆的問題（不過，新加坡的「Q」系列車牌已經停止發行）。 |
| 「S」  | 山打根和詩巫                                                                    | 山打根車牌在發行序號後加上「S」字母、詩巫車牌在發行序號後加上「Q」字母，已經沒有問題。 |
| 「S+」 | 沙巴（1980年代以後），以及新加坡的私家車號牌                                    | 沙巴車牌的發行序號始於兩位羅馬字母（除了「SA+」「SS+」「ST+」系列）、新加坡車牌的發行序號始於三位羅馬字母（從「SBA」開始發行），字型也有少許差異，但一般人可能無法準確分辨。除此之外，新加坡將來發出「SS+」和「ST+」系列車牌的時候，可能會出現混淆的車牌。 2018年，沙巴陸路交通局導入「SY」取代「SA+」系列車牌、「SM」取代「SS+」系列、「SW」取代「ST+」系列車牌。 |
| 「T」  | 登嘉樓和斗湖                                                                    | 斗湖車牌在發行序號後加上「S」字母，已經沒有問題。 |
| 「W+」 | 聯邦直轄區（2013年11月－2016年8月），以及新加坡的機械工程車輛（第五級車輛）號牌 | 兩者都在發行序號後加上羅馬字母，有混淆的問題。 2016年7月，聯邦直轄區陸路交通局導入「V」系列車牌，終止發行「W」系列的車牌。 |

### 「PENANG」車牌疑問
2015年5月，檳城巫統雙溪亞齊區州議員玛目查卡利亚在州議會展示一張香港車牌「PENANG」的照片，其中見到檳州首長林冠英在車旁，議員質疑州政府何以批准有關牌號在香港使用，並質問誰是有關車牌的持有者。林冠英書面回答有關提問時表示，發放車牌是屬於中央政府的權限，跟檳州政府沒有任何關係；同時補充說明，香港車牌是根據當地的法例來發行，有任何的疑問應向香港方面查證。 經過香港記者向香港運輸署查證以後，證實「PENANG」車牌由香港惠理基金管理公司所持有，該公司主席則是來自檳城的謝清海。

## 其他
1980年代以前，人力車、腳踏車和三輪車需要向地方政府登記註冊，然後懸掛地方政府發放的註冊號牌； 現今，在旅遊區域招攬旅客的三輪車仍然需要向地方政府登記註冊，以及懸掛地方政府發放的註冊號牌。

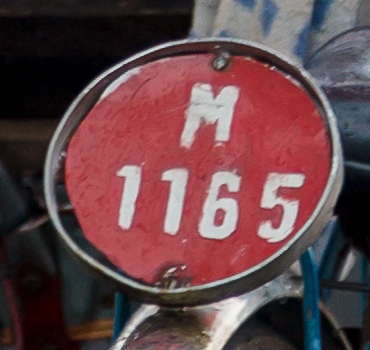
紅底白字式樣的三輪車號牌

## 另見
- 馬來西亞特殊車輛號牌
- 马来西亚驾驶执照
- 新加坡車輛號牌

## 外部連結
- 馬來西亞陸路交通局
- JPJ Latest Number Plates （页面存档备份，存于）, JPJ Website
- 馬來西亞車輛號牌